# Nunzio Franco Pascarella de Capoa
Nunzio Franco Pascarella de Capoa, noto anche semplicemente come Nunzio Pascarella (Campobasso, 4 giugno 1930 – Conegliano, 15 aprile 2020), è stato un artista, architetto e scrittore italiano.
Figlio dell'architetto Antonio Pascarella e della contessa Giovanna de Capoa, ha vissuto in Italia, Marocco, Turchia, Argentina, Algeria, Francia.
Ha diretto gli Istituti Italiani di Cultura di Buenos Aires e di Algeri, ed è stato Addetto Culturale per le Arti all'Istituto di Cultura di Parigi.
Pittore, architetto, designer, poeta, scrittore, è stato presidente della storica “Association des peintres, sculpteurs et graveurs italiens de France” in cui si ricorda la storica presenza di Modigliani, Severini, De Chirico, Paresce, Tozzi, Savinio, Campigli.
Nel 1992 ha condotto l'associazione degli artisti italiani stanziali in Francia alla consacrazione storica di un'arte Europea, quale sintesi delle culture artistiche italiana e francese, nelle Esposizioni al Museo de la Seita e al Centro Pompidou di Parigi. (rif. Rivista Les Langues Néo-Latine N° 267 edita da La Sorbonne a pag.202 e la Rivista Art Leader n° 5/1992)
Nunzio Pascarella ha partecipato a svariate mostre personali e collettive.

## Mostre

### Mostre personali
Anno	Luogo	                                Città (Nazione)

1954	Galleria della Camera di Commercio	Benevento (Italia)

1964	Sala Esposizioni del Casinò Municipale	Tangeri (Marocco)

1964	Galleria del Maghreb	                Casablanca (Marocco)

1964	Galleria Presence	                Gibilterra (Inghilterra)

1971	Galleria Mimar Sinan	                Istanbul (Turchia)

1976	Centro Arte Y Comunicacion	        Buenos Aires (Argentina)

1978	Centro Arte Y Comunicacion	        Buenos Aires (Argentina)

1983	Gallérie Roger Portugal	                Nantes (Francia)

1983	Gallérie de la Voix du Nord	        Lille (Francia)

1984	Maison de la Culture	                Macon (Francia)

1984	Galleria Art Top	                Tel Aviv (Israele)

1984	Centro Culturale Italiano	        Haifa (Israele)

1984	Galleria Municipale	                Be'er Sheva (Israele)

1984	Foyer del Teatro Nazionale	        Gerusalemme (Israele)

1984	Museo Municipale	                Herzilya (Israele)

1984	Museo Municipale	                Bat Yam (Israele)

1984	Gallérie Barzacchi's Idea	        Parigi (Francia)

1984	Galleria Il Marzocco	                Roma (Italia)

1984	Centro Culturale Nerkin	                Karmiel (Israele)

1984	Culturale della Bassa Galilea	        Bassa Galilea (Israele)

1985	Hotel Carlton	                        Nahariya (Israele)

1985	Centro Culturale Comunale	        Nazareth (Israele)

1986	Gallérie Adeas della Scuola d'Architettura	Strasburgo (Francia)

1987	Laboratorio 2	                        Udine (Italia)

1987	Museo di Verviers	                Verviers (Belgio)

1987	Ateliér Galerie Nontal	                Salisburgo (Austria)

1989	Centro Lusca	                        Milano (Italia)

1989	Gallérie Hermes	                        Lione (Francia)

1989	Galleria La Bilancia	                Varese (Italia)

1989	Palazzo Barberini	                Roma (Italia)

1990	Javit Convention Center	                New York (Stati Uniti)

1991	Euro Art Expo	                        Verona (Italia)

1991	Valley Forge Convention Center	        Philadelphia (Stati Uniti)

1992	Galleria Astrolabio	                Messina (Italia)

1993	Galleria Il Laboratorio	                Sapri (Italia)

1995	Chiostro San Francesco	                Vibonati (Italia)

### Mostre collettive
Anno	Luogo (Titolo)	Città (Nazione)

1974	Palazzo delle Esposizioni (Quadriennale)	Roma (Italia)

1981	Sala Lutetia (I Maestri Italiani di Parigi)	Parigi (Francia)

1982	Orangerie del Castello di Versailles	Versailles (Francia)

1985	Istituto Italiano di Cultura	Parigi (Francia)

1985	Hotel Café de la Paix (Centenaire du Café de la Paix)	Parigi (Francia)

1985	Piazza Santo Spirito (Firenze F.I.R.E.)	Firenze (Italia)

1985	Gallérie de la Voix du Nord	Lille (Francia)

1985	Istituto Italiano di Cultura	Strasburgo (Francia)

1986	Grand Palais (Jeune Peinture)	Parigi (Francia)

1987	Salone di Malamaison (Maschere d'Artista)	Cannes (Francia)

1987	Fiera del Levante (Fiera Internazionale d'Arte Contemporanea)	Bari (Italia)

1987	Galleria Comunale (Incontro di Poesia Visuale – Eros)	Patrasso (Grecia)

1987	Centro Europeo del Friuli (Gruppo Gran Fabula)	Manzano (Italia)

1987	Galleria Comunale (Mail Copy Art – Anno Int.le dell'Ambiente)	Siena (Italia)

1988	Galleria Comunale (Maschere d'Artista)	Chambery (Francia)

1988	Chiesa di Saint André (Maschere d'Artista)	Chartres (Francia)

1988	Galleria Comunale (Salone della Pittura)	Saint Sulpice (Francia)

1988	Teatro Romain Rolland (I Maestri Italiani di Parigi)	Villejuif (Francia)

1988	Maison des Jeunes (Festival del Cinema Italiano)	Villerupt (Francia)

1988	Sezione Aurea di Les Clos Fleury (I Maestri Italiani di Parigi)	Le Mans (Francia)

1990	Forum de l'Immobilier (L'Italie: La Figuration au Pluriel)	Parigi (Francia)

1990	Teatro degli Champs Elysées - Drouot Montaigne (Pittori e Scultori Italiani di Parigi)	Parigi (Francia)

1991	Galleria Comunale (L'Art à l'Ecole)	Parigi (Francia)

1991	Galleria Comunale (Alchimia 1991 – 23 Artisti Italiani di Francia)	Jarny (Francia)

1992	Museo de la Seita (La Smorfia Napoletana)	Parigi (Francia)

1992	Mairie di Clamart (Artisti Italiani di Francia)	Clamart (Francia)

1993	Galleria Comunale (Disegnare la Tradizione)	Campobasso (Italia)

1994	Hotel de Ville (Art Graphique Italienne Contemporaine)	Namur (Belgio)

1996	Gallerie Comunali (1945-1995 La Vertigine e la Forma)	Lucito, San Martino in Pensilis, Vinchiaturo, Castropignano, Petrella Tifernina, Termoli, Campomarino, Casacalenda, Campobasso (Italia)

1999	Galleria Comunale (Arte Grafica Italiana)	Argostoli - Cefalonia (Grecia)

1999	Gloria Gallery (Arte Grafica Italiana)	Nicosia (Cipro)

### I critici d'arte
Hanno scritto e parlato della sua opera i critici:

Egidio Alvaro, Patrik Bellev, Elio Bertozzi, Claude Bouyeure, Domenico Cadoresi, Jean Luc Chalumeau, Dominique Courcy, Licio Damiani, Marco Fagioli, Paul Grosclaude, Giovanni Joppolo, Theodor Koenig, Claude Lorent, Giovanni Manzani, Nicola Micieli, Sergio Molesi, Albert Moxhet, Bia Papadopoulu, Ratimir Pavlovic, Luciano Perissinotto, Naua Semel, Giuliano Serafini, Giorgio Seveso, Lina Tsikouta, Gèrard Xuriguera, Natale Zaccuri.

### Le riviste d'arte
Le riviste d'arte che hanno pubblicato opere e scritti sull'artista:

Ambiente, Arte Latinoamericana, Arte leader, Arts antiques auction, Cimase, Eco d'Arte Moderna, Eikastika, Flash Arte, La Serpe L'Oriflamme, Molise oggi, Prospettive d'Arte, Segno Arte, Terzocchio.

Alcune sue opere di poesia sono state pubblicate sulla riviste:

L'Oriflamme, Nouvel Art du Français (Pen Club de France).

### Il percorso pittorico
Nunzio Pascarella ha iniziato a dipingere a tredici anni sotto l'insegnamento di suo padre. Dopo un iniziale periodo fra figurazione e astrazione negli anni 50, l'artista approda negli anni 60 ad una pittura materica e segnica; persegue poi negli anni 70 una ricerca sugli archetipi primari delle forme.

Negli anni 80, postula la teoria pittorica della “Pulsio Art” ©, (pubblicata per la prima volta nel 1987 presso il Museo di Verviers in Belgio). Continua la sua ricerca pittorica approdando successivamente alla variante teoriche della Pulsio Art definita “Espansione Organica” e negli anni 90, dipinge opere entro l'ipotesi teorica della “Geometria a Visualità Mobile Complanare”.

Dal 2000 approda a forme d'arte in cui i presupposti teoretici della Pulsio Art, si condensano in opere dove la luce, attraverso l'impiego di materiali riflettenti, accende forme mutevoli e cangianti su supporti reticolari metallici.

### Percorso concettuale del pensiero artistico
L'arte di Nunzio Pascarella si origina con la ricerca delle istanze variabili del Caos e si materializza entro la teoria delle Pulsio Art, in cui si tende ad evidenziare la sinergia tra l'energia latente nei supporti e quella cerebrale ideativa. L'azione dell'artista tende ad esprimere un'energia, in cui la luce accende variabili formali e luministiche in una emozionalità poetica in cui l'irrazionale conferma di manifestarsi come dato reale della parte non visibile della materia nera che ci circonda.

L'Arte di Nunzio Pascarella si è estrinsecata in vari cicli tematici:

Anni 50	Le Opere Giovanili

Anni 60	Astratti Materici, Astratti Segnici, Ciclo dei Paria, Ciclo del Marocco

Anni 70	Concettuali, Strutturali

Anni 80-90	Saturnalia, De Sacra Rerum, Lettere di Lesbia, Spoon River, I Troni del Silenzio, Concerti per Borromini, Archeologia di me stesso, Le Città, Trasgressioni Erotiche, Pulsio Figurativi, Pulsio Astratti.

Anni 2000	Geometria a Visualità Mobile Complanare, Pulsio Reticolari Plastici e Metallici, Ustioni in Oro, Sperimentali Figurativi, Sperimentali Astratti, Nuovi Paesaggi

I cicli delle opere non figurative sono stati eseguiti nell'ambito della ricerca teorica della Pulsio Art e delle sue varianti.

### Premi e concorsi vinti
A) Primo e secondo premio in un concorso nazionale bandito dall'ENIT per un manifesto della città di Benevento.

B) Primo premio per un concorso nazionale bandito dall'industria STREGA ALBERTI di Benevento. 

C) Primo premio indetto dal Comune di Campobasso per un manifesto per le manifestazioni del CORPUS DOMINI.

D) Ha vinto per l'Italia il concorso organizzato dalla CEE: “Un Paesaggio” per la campagna di promozione degli oliveti europei.

E) Premiato alla Quadriennale di Roma per l'opera scultorea “Enigma sull'autostrada”.

### Quotazioni ed aste
Quotazione in asta

FONTE ARTNET

Title		I Segni e la Memoria – Serie Expansion Organique 

Medium	Acrylic 

Size		35,4 x 31,5 in. / 90 x 80 cm.

Year		1989

Misc.		Signed

Sale Of	Millon & Robert: Monday.October 1, 1990 (Lot 72) Art Modern et contemporain 

Estimate	25000 – 30000 FF (US$ 4,789 – 5,747)

Sold For	15000 FF (2,873 US$ )

Value		Historic to 2014	3.424 € (4,655 US$)

Estimate	2014 (100 x 100 cm)	4.500 – 7.200 € (6,118 – 9,789 US$)

Formati e prezzi correnti delle opere:

Pitture piccole dimensioni su cartoncino		€ 2.500

Disegni piccole dimensioni a inchiostro o pennarelli	€ 1.500

Pitture su tela o su compensato a tecnica mista ad olio, acrilico, acquerello, collage, ustioni

		40 x 50					€ 3.500

		50 x 70					€ 5.000

		60 x 80					€ 7.000

Le opere di periodi e formati significativi con presenze in mostre e musei, hanno una quotazione particolare.

## Il design
Accanto alla pittura, l'artista ha avuto un'intensa attività nel design con la progettazione di teatri, cinema, botteghe commerciali, abitazioni, mobili, in Italia e all'Estero, distinguendosi per la concezione “dell'Altro Design” non allineato al Must Design, ma ispirato a una ricerca dialettica con l'Arte contemporanea, dentro la continuità storica della più sofisticata e colta espressione formale italiana. 

## L'attività letteraria
Completa l'esperienza intellettuale e artistica di Nunzio Pascarella, la sua versatilità creativa in opere di prosa, poesia, saggi critici su architettura, pittura, fotografia.

### Narrativa
Continente Molise

Delirium! Anche i teschi urlano

Racconti molisani

Porto Lesbico

I giorni della luna sul Brenta

Le donne di Porto Lesbico

Il pazzo del grattacielo

I misteri di Scario

Bar Cavallino 12,45

Miracoli in Plexiglas

### Raccolte di poesie
Azimut (Azimut - Dieci lapidi per Spoon River - Versi della locomotiva - La zattera del mare arte)

De Sanguine Terrae (De Sanguine Terrae - Rantolo meridionale - Il mare sulle colline - Canti della profezia del dolore - Lamento Post Mortem)

Altre Frontiere (Altre Frontiere - Conchiglie d'Africa - Canti del Bosforo - Parole “desaparecidas”- Poema argentino)

### Saggistica
Architettura spontanea del Maghreb

Ipotesi di una architettura gestuale

Le case turche in legno

La chiesa del diavolo a Petrella Tifernina

I cartoni degli affreschi di Amedeo Trivisonno

Antonio Pascarella Architetto

| Controllo di autorità | VIAF (EN) 90104937 · ISNI (EN) 0000 0004 1968 2726 · SBN BVEV124412 |